# Izabelin (osada leśna)
Izabelin – osada leśna w Polsce, w województwie mazowieckim, w powiecie warszawskim zachodnim, w gminie Izabelin.